# Чернятинська сільська рада (Калинівський район)
| Чернятинська сільська рада — орган місцевого самоврядування у Калинівському районі Вінницької області з адміністративним центром у с. Чернятин. Сільській раді підпорядковані населені пункти: - с. Чернятин |

## Склад ради
Рада складається з 14 депутатів та голови.

## Керівний склад сільської ради
| ПІБ                          | Основні відомості                                                         | Дата обрання | Дата звільнення |
| ---------------------------- | ------------------------------------------------------------------------- | ------------ | --------------- |
| Дудник Володимир Миколайович | Сільський голова, 1950 року народження, освіта, безпартійний              | 26.03.2006   | 24.07.2009      |
| Злотнік Олександр Васильович | Сільський голова, 1970 року народження, освіта, безпартійний              | 20.06.2010   | 31.10.2010      |
| Злотнік Олександр Васильович | Сільський голова, 1970 року народження, освіта вища, член Партії регіонів | 31.10.2010   |                 |

Примітка: таблиця складена за даними джерела